# Supercell (álbum)
supercell es el álbum debut homónimo de la banda de JPop Supercell, lanzado el 4 de marzo de 2009, por Sony Music. Supercell originalmente había lanzado una versión de dōjin (independiente) en el Comiket 74 el 16 de agosto de 2008, antes de que la banda firmara un contrato discográfico con Sony Music. El álbum contiene doce canciones escritas por Ryo y se utiliza al sintetizador de voz Hatsune Miku como vocalista. La versión oficial del álbum contó con dos canciones que no contaba la versión independiente, Melt y Hajimete no Koi ga Owaru Toki, pero previamente ya habían sido lanzados en línea y en Nico Nico Douga (sitio web para compartir vídeos). Toda las canciones en el lanzamiento oficial fueron remezcladas y remasterizadas para mejorar en gran medida la calidad del sonido.
El álbum fue lanzado en dos ediciones: Edición limitada y edición regular, cada uno contiene un DVD bonus que contiene vídeos musicales para cuatro de las canciones, pero solo la edición limitada viene incluida con un folleto especial de ilustraciones Supercell Works; la versión independiente también tenía el folleto incluido. Supercell alcanzó el puesto n° 4 en la tabla de álbumes semanales del Oricon y en junio del 2009, fue galardonado con un disco de oro por la Asociación de la Industria de Grabación de Japón por haber superado 100.000 copias vendidas en un solo año.

## Producción
Las grabaciones originales de las canciones de supercell comenzaron con el lanzamiento de la canción Melt en el sitio web Nico Nico Douga el 7 de diciembre de 2007. El compositor y letrista Ryo uso el software Vocaloid Hatsune Miku para la voz y siguieron usando el programa para las canciones restantes del álbum. El vídeo de Melt publicado en línea utiliza una ilustración de Miku sin el permiso del ilustrador del dibujo 119 (pronunciado Hikeshi). Después de que Ryo estableciera contacto con 119 con una disculpa, 119 respondió con gran interés en Melt y comenzó a trabajar junto con Ryo, formando así supercell.
Supercell continuo ganando miembros — incluyendo a los ilustradores Shirow Miwa, Redjuice y Huke — y se lanzaron tres canciones más en línea en el 2008: Koi wa Sensō" el 22 de febrero, World is Mine el 31 de mayo, y  Black Rock Shooter el 13 de junio. Ryo siguió siendo el único miembro que participa en la composición musical y en la escritura de letras, mientras que los otros miembro proveen ilustraciones, animaciones, diseños, fotografías para los folletos de los álbumes, y vídeos musicales. En el Comiket 74 en 16 de agosto de 2008, Supercell lanzó una versión dōjin de Supercell que contiene las tres canciones que lanzó a principios de ese año, además de siete canciones inéditas; Melt no estaba incluido en la versión independiente. El 12 de diciembre de 2008, supercell lanzó Hajimete no Koi ga Owaru Toki en Nico Nico Douga, y fue la última canción que supercell subió a ese sitio.
En ese momento, Supercell había firmado un contrato discográfico con Sony Music, que anunció sus planes de reedición del álbum Supercell en marzo de 2009 con temas remasterizados para mejorar considerablemente la calidad del sonido de la música, así como planes para incluir "Melt" y "Hajimete no Koi ga Owaru Toki" en el álbum. Como la versión independiente, el álbum venia con DVD con vídeos musicales para cuatro de las canciones, incluyendo los vídeos musicales publicados anteriormente en la versión independiente, junto con tres más. Supercell hizo su gran debut, el grupo figura 11 miembros, sin incluir a 119 que abandono el grupo tras la publicación independiente del álbum Supercell.

## Composición
Supercell cuenta con una diversidad de temas en lo que respecta a las letras y el estilo de música. Koi wa Senso (literalmente Amor es guerra) utiliza el concepto de nunca darse por vencido en lo que respecta al amor, y fue compuesto con intención de ser la primera pista del disco. Ryo comenzó a escribir la letra de "Koi wa Sensō" el día de Año Nuevo del 2008 y a mediados de enero la composición de la canción estaba completa. "Sono Ichibyō Slow Motion" (literalmente "Ese segundo a cámara lenta") cuenta con el concepto del amor a primera vista, específicamente el momento cuando ocurre; para todas las canciones en el álbum, Ryo describió la canción como una típica canción pop. Ryo experimento con otros géneros musicales, como el Garage Rock para Usotsuki no Parade (Literalmente Desfile Mentiroso). "Heartbreaker" fue escrito para sonar como una canción de una vieja banda de moda, y Hinekuremono (literalmente Un rebelde) debía tener una sensación de canción Oldie. Como Koi wa Sensō, emociones fuertes se usan como concepto en las otras canciones, como Melt que se describe como una canción que representa los sentimientos de una niña tímida, o World is Mine que utiliza el concepto de una linda pero egoísta niña. La separación se utiliza como concepto de Hajimete no Koi ga Owaru Toki (literalmente ‘’Cuando mi primer amor termina’’) y cuenta la historia de un amor no correspondido. Ryo tomo alrededor de medio día para componer Hajimete no Koi ga Owaru Toki, dejando la mezcla y la disposición a tomar más tiempo. A diferencia de otras canciones, Kurukuru Mark no Sugoi Yatsu fue escrita con una impresión diferente donde Ryo quería transmitir la diversión de una canción cómica. Para la canción Black Rock Shooter, Ryo se inspiró en una ilustración de un personaje original de Huke y creó la canción basada en el personaje.

## Ilustraciones
La edición limitada de la versión principal de Supercell, así como la versión independiente, vino incluido con un folleto de la ilustración de 36 páginas titulado Supercell Works (Obras Supercell). El folleto contiene ilustraciones a todo color para diez de las canciones, así como los comentarios de los ilustradores, una entrevista de Ryo, y otros detalles sobre las canciones y obras de arte, incluyendo letras de canciones. Las dos canciones "Hajimete no Koi ga Owaru Toki" y "Mata ne" se excluyen del folleto. El empaquetado del álbum, diseñado por Yoshiki Usa, incluye las letras de las canciones y algunas de las ilustraciones que aparecen en Supercell Works, pero mientras que la letra de "Mata ne" se incluye, no se proporciona ninguna ilustración. Los ilustradores de las canciones son miembros de Supercell (excepto al artista 119 que es un exmiembro) y se enumeran a continuación con el listado de la pista. La portada del álbum presenta una ilustración de Hatsune Miku por Shirow Miwa sobre un fondo de cielo nublado diseñado por Maque.

## Listado de canciones

### CD
Todas las canciones escritas y compuestas por Ryo. 
| Versión independiente. |                                                             |          |  |
| N.º                    | Título                                                      | Duración |  |
| 1.                     | «Koi wa Sensō» (恋は戦争)                                   | 3:57     |  |
| 2.                     | «Heartbreaker» (ハートブレイカー)                           | 4:39     |  |
| 3.                     | «Black Rock Shooter» (ブラック★ロックシューター)            | 4:50     |  |
| 4.                     | «Kurukuru Mark no Sugoi Yatsu» (くるくるまーくのすごいやつ) | 3:42     |  |
| 5.                     | «Line» (ライン)                                             | 4:53     |  |
| 6.                     | «World is Mine» (ワールドイズマイン)                        | 4:13     |  |
| 7.                     | «Usotsuki no Parade» (嘘つきのパレード)                     | 3:53     |  |
| 8.                     | «Sono Ichibyō Slow Motion» (その一秒 スローモーション)      | 4:08     |  |
| 9.                     | «Hinekuremono» (ひねくれ者)                                 | 4:12     |  |
| 10.                    | «Mata ne» (またね)                                          | 0:41     |  |
| 39:08                  |                                                             |          |  |

| Versión oficial |                                                             |          |  |
| N.º             | Título                                                      | Duración |  |
| 1.              | «Koi wa Sensō» (恋は戦争)                                   | 3:58     |  |
| 2.              | «Heartbreaker» (ハートブレイカー)                           | 4:21     |  |
| 3.              | «Melt» (メルト)                                             | 4:17     |  |
| 4.              | «Black Rock Shooter» (ブラック★ロックシューター)            | 4:53     |  |
| 5.              | «Kurukuru Mark no Sugoi Yatsu» (くるくるまーくのすごいやつ) | 3:43     |  |
| 6.              | «Line» (ライン)                                             | 4:55     |  |
| 7.              | «World is Mine» (ワールドイズマイン)                        | 4:13     |  |
| 8.              | «Hajimete no Koi ga Owaru Toki» (初めての恋が終わる時)      | 5:15     |  |
| 9.              | «Usotsuki no Parade» (嘘つきのパレード)                     | 3:55     |  |
| 10.             | «Sono Ichibyō Slow Motion» (その一秒 スローモーション)      | 4:08     |  |
| 11.             | «Hinekuremono» (ひねくれ者)                                 | 4:14     |  |
| 12.             | «Mata ne» (またね)                                          | 0:42     |  |
| 48:34           |                                                             |          |  |

### DVD
Versión independiente.
1. "Koi wa Sensō" (恋は戦争)
2. "World is Mine" (ワールドイズマイン)
3. "World is Mine" (subtitulado) (ワールドイズマイン（字幕入り）)
4. "Black Rock Shooter" (ブラック★ロックシューター)
5. "Black Rock Shooter" (subtitulado) (ブラック★ロックシューター（字幕入り）)
6. "Koi wa Sensō" Rough Sketch Slide Show (恋は戦争 ラフスケッチスライドショウ)

Versión oficial.
1. "Koi wa Sensō" (恋は戦争)
2. "Koi wa Sensō" (subtitulado) (恋は戦争（字幕入り）)
3. "World is Mine" (ワールドイズマイン)
4. "World is Mine" (subtitulado) (ワールドイズマイン（字幕入り）)
5. "Black Rock Shooter" (ブラック★ロックシューター)
6. "Black Rock Shooter" (subtitulado) (ブラック★ロックシューター（字幕入り）)
7. "Koi wa Sensō" Rough Sketch Slide Show (恋は戦争 ラフスケッチスライドショウ)
8. "Melt" (メルト)
9. "Melt" (subtitulado) (メルト（字幕入り）)

## Personal
| - Ryo – Escritor - Shirow Miwa – ilustración de la portada del álbum, ilustraciones - Huke – ilustraciones - Redjuice – ilustraciones - Suga – ilustraciones - Maque – Fondo de la portada del álbum, ilustraciones - Yoshiki Usa – diseño del paquete - Hei8ro – fotografías - 119 – ilustraciones - Okiya Okoshi – Guitarra - Miruku "Hime" Kokumaro – Bajo | - Kazumitsu Shimizu – Productor - Toyohiko Arimoto – Productor ejecutivo - Yu Tamura – Productor ejecutivo - Keiji Kondo – Mezclador - Yasuo Matsumoto – Mezclador - Okuda Supa – Mezclador - Hidekazu Sakai – Masterización de audio - Yukiko Takata – Coordinación - Takayasu Kuroda – Director, Mánager - Yoshiaki Fukuda – Gestión |